# Chileskogsjuvel
Chileskogsjuvel (Eulidia yarrellii) är en akut utrotningshotad fågel i familjen kolibrier.

## Utseende och läten
Chileskogsjuvelen är en liten (8 cm) kolibri med en kort, svart näbb. Ovansidan är gnistrande olivgrön. Hanen har violettröd strupe, medan resten av undersidan är vit. Stjärten är starkt kluven, med gröna, korta centrala stjärtfjädrar och svartaktiga, långa yttre. Honan är beigevit under med okluven vitspetsad stjärt. Lätet beskrivs som en kort och rätt enkel, ljus drill.

## Utbredning och systematik
Arten är den enda i släktet Eulidia. Fågeln förekommer från sydligaste Peru (Tacna och Moquegua) till norra Chile (Arica).

## Status
IUCN kategoriserar arten som akut hotad.

## Namn
Fågelns vetenskapliga artnamn hedrar William Yarrell (1784-1856), engelsk ornitolog och bokhandlare.